# منیر لاهوری
ابوالبرکات منیر لاهوری (درگذشتهٔ ۱۰۵۴ هجری قمری) شاعر پارسی‌گوی سدهٔ یازدهم هندوستان است.
در قرن حاضر آثار او دو بار در جوامع فارسی‌زبان تصحیح و منتشر شده‌است:
- کارنامه، (مقدمه، تصحیح و تحشیه:) محمد اکرم اکرام، اسلام‌آباد: مرکز تحقیقات فارسی ایران و پاکستان، ۱۳۵۶.[۲]
- سروده‌ها و نوشته‌های منیر لاهوری، (به کوشش:) فرید اکرم، تهران: بنیاد موقوفات دکتر محمود افشار یزدی، ۱۳۸۸.[۳]

کارستان اثر فاخر و ارزشمند  منیر لاهوری به تازگی با تلاش و همت مهندس  داراب گلچین تصحیح، تعلیقه و مقدمه‌نویسی شد و توسط  انتشارات گلچین ادب  ( گرمانشاه ) به چاپ رسیده است . قابل ذکر است این اثر تاکنون در ایران چاپ نشده بود .

## پی‌نوشت
1. ↑  بنیاد دائره‌المعارف اسلامی. مدخل‌های منتشر نشده. حرف: م -- صفحه: ۱۰۹ --
2. ↑  منیر لاهوری و  آرزو، کارنامه.
3. ↑  منیر لاهوری، سروده‌ها و نوشته‌ها.